# Paljane
Paljane (en serbe cyrillique : Паљане) est un village de Serbie situé dans la municipalité de Ćuprija, district de Pomoravlje. Au recensement de 2011, il comptait 429 habitants.

## Démographie
| 1948  | 1953 | 1961 | 1971 | 1981 | 1991 | 2002 | 2011 |
| ----- | ---- | ---- | ---- | ---- | ---- | ---- | ---- |
| 1 002 | 943  | 853  | 737  | 702  | 662  | 535  | 429  |

|  |